# كاتسومي سوزوكي
كاتسومي سوزوكي (باليابانية: 鈴木 克美) (21 أبريل 1969 في ياماغاتا في اليابان – )؛ هو لاعب كرة قدم ياباني سابق كان يلعب كحارس مرمى.

## وصلات خارجية
- كاتسومي سوزوكي على موقع رابطة كرة القدم اليابانية للمحترفين (اليابانية)